# کتاب‌فروشی

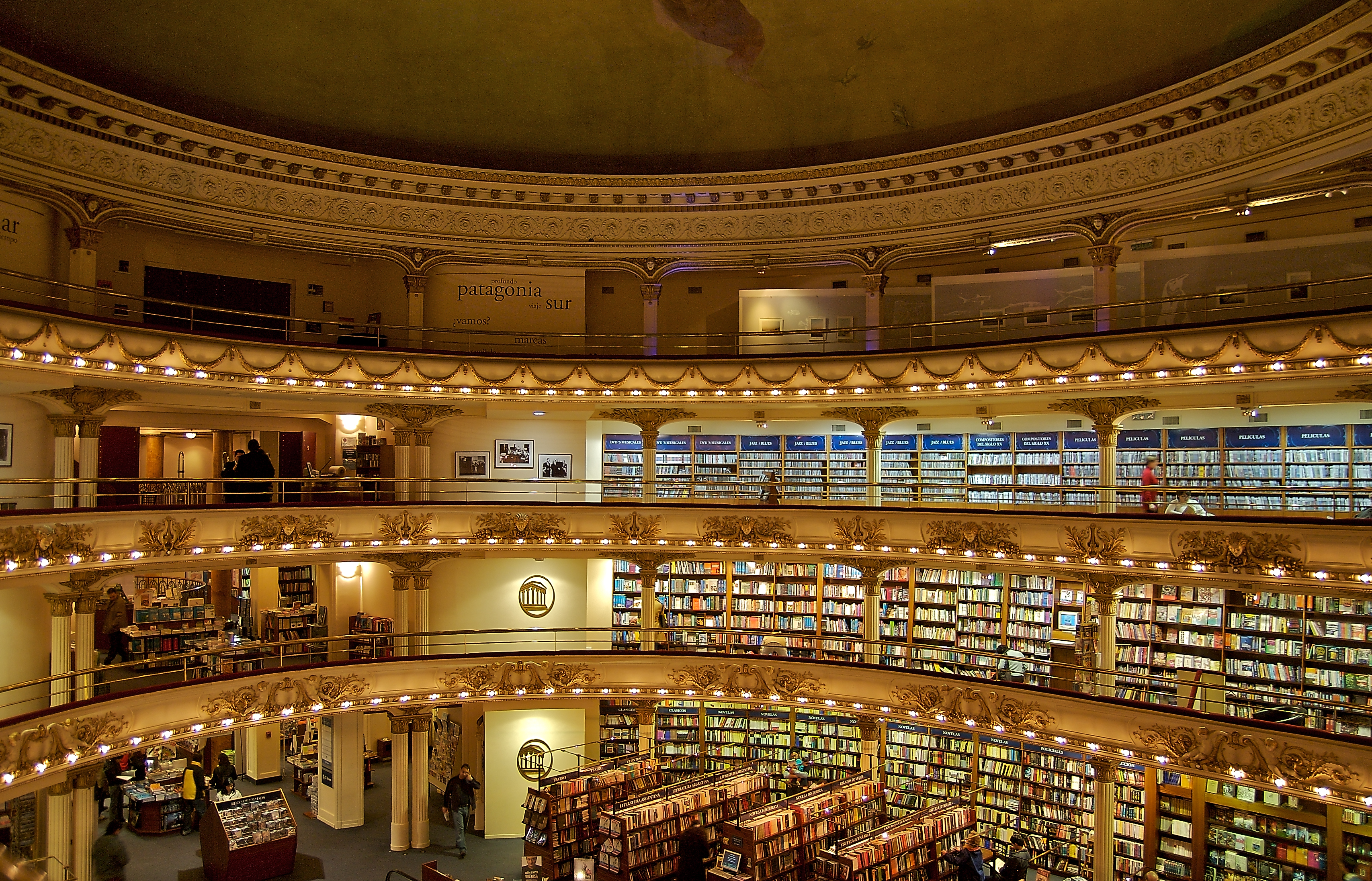
کتابفروشی در بوینس آیرس، آرژانتین

کتاب‌فروشی جایی است که در آن کتاب فروخته می‌شود و مردم می‌توانند در آن کتاب خریداری کنند.
کتاب‌فروشی‌ها انواع مختلفی دارند. برخی کتاب فروشی‌ها تخصصی هستند، یعنی در یک زمینه خاص مانند هنر، ادبیات، روان‌شناسی، حقوق، فنی مهندسی و … فعالیت می‌کنند. همچنین کتابفروشی‌هایی وجود دارند که در بسیاری زمینه‌ها مانند دانشگاهی، عمومی، کودک و نوجوان و… دارای کتاب هستند. گاهی ممکن است کتاب‌فروشی به خرید و فروش کتاب‌های دستِ دوم نیز بپردازد.
در سال‌های اخیر و با توجه به گسترش روزافزون اینترنت، کتاب فروشی‌های آنلاین هم به بازار کتاب وارد شده‌اند.

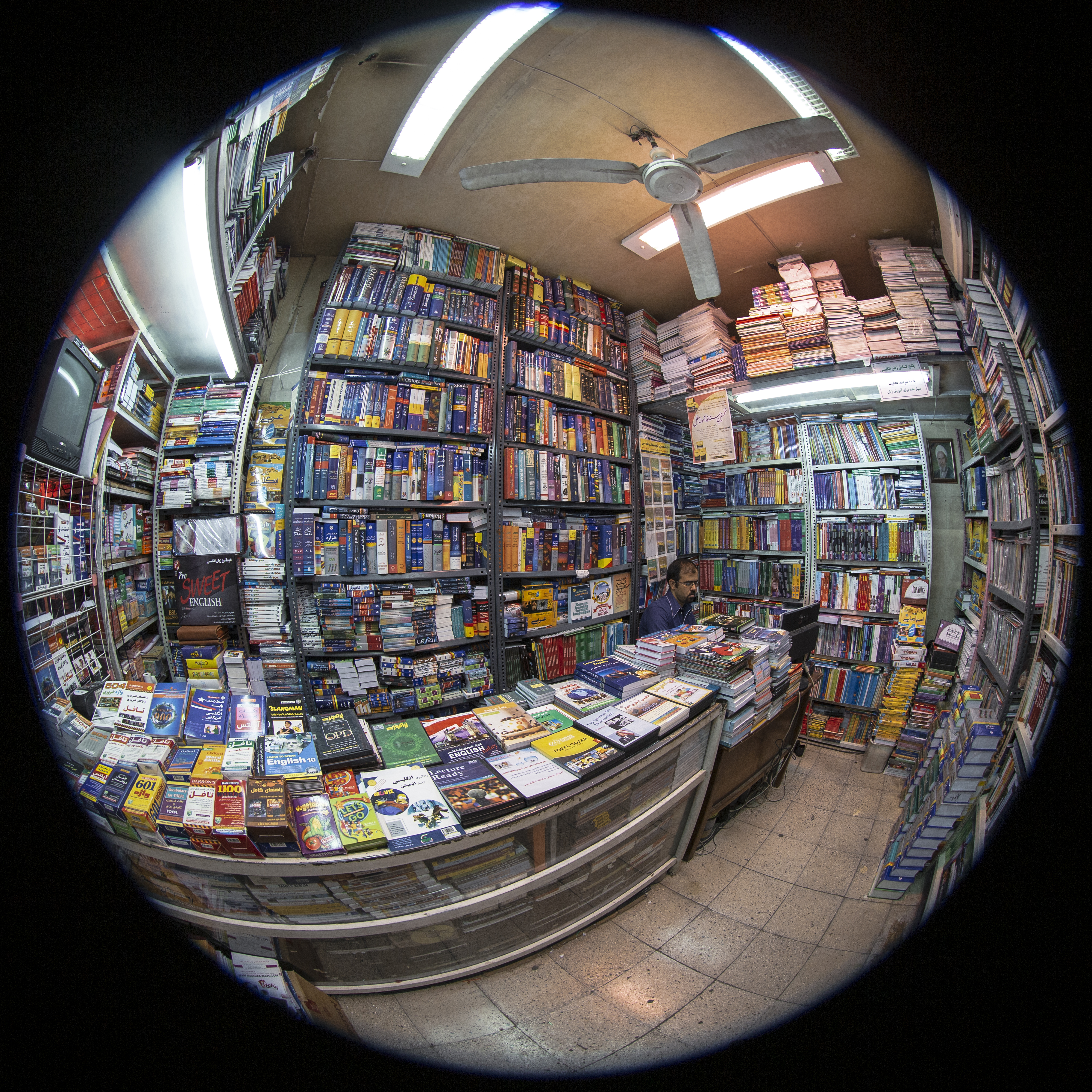
نمایی از داخل یک کتاب فروشی- عکاسی شده با لنز چشم ماهی

در سال‌های اخیر با پیگیری‌های که از سال‌های قبل توسط اتحادیه ناشران و کتاب فروشان تهران می‌شد و همکاری دولت، کتاب فروشی‌ها (و تمام مشاغل مرتبط با تولید کتاب) از معافیت مالیاتی برخوردار شده‌اند.
البته با توجه به روند افت علاقه به کتاب، اکثر کتاب فروشی‌ها رو به ورشکستگی هستند.